# 大同江
大同江（朝鲜语：／ Daedonggang */?）位於朝鮮半島西北部，是朝鮮的第五大河流。長450.3公里，流域面積達20,000平方公里，因河床深，又受黄海潮水影响，利于航运。發源於狼林山脈的慈江道，流程蜿蜒。向南流在南浦市注入西朝鮮灣。該河流經朝鮮首都平壤市，所以與南韓的漢江齊名。

## 大同江历史
商朝時，良夷居住於此。
汉魏时代大同江称为列水；隋唐时期被称为浿水，唐朝以及后来的渤海国与新罗以此浿水为界。高丽王朝后此流域被朝鲜統治至今。

### 北韓史觀
北韓政府稱大同江文化是以大同江流域爲延伸並以平壤市爲中心所產生的文化，與美索不達米亞文化、古印度文化、黃河文化、古埃及文化同稱世界五大文化發源地。亦稱基於檀君朝鮮時期的陵墓大多坐落在大同江流域這點，足以看出大同江流域乃爲古代文化之中心。

## 舍門將軍號事件
1866年，美國海軍的武裝商船舍門將軍號（General Sherman）從中國開往朝鮮欲通商與傳教，8月18日抵達大同江口，在未獲朝鮮王朝許可下仍溯江而上，與朝鮮軍隊發生衝突，9月2日船遭焚毀，船員全數身亡。

## 普韋布洛號危機
1968年，美國海軍的間諜船普韋布洛號在朝鮮半島東岸的朝鲜元山港外海的日本海海域進行情報蒐集任務時，遭朝鮮方面勒令停船接受檢查並以非法入侵領海的理由逮捕，史稱「普韋布洛號危機」。迄今為止該艦仍然由朝鮮方面保管，1998年普韋布洛號被拖到西海岸，停放在平壤的大同江畔，作為博物館並被朝鲜當局做為政治宣傳的樣板地點。

## 桥
平壤市區內的大同江上有六座桥：清流橋、綾羅橋、玉流橋、大同橋、羊角橋和忠誠橋。大同桥在朝鲜战争中被美军炸毁，1954年6月30日，中国帮助朝鲜将大同桥修复。

## 图集

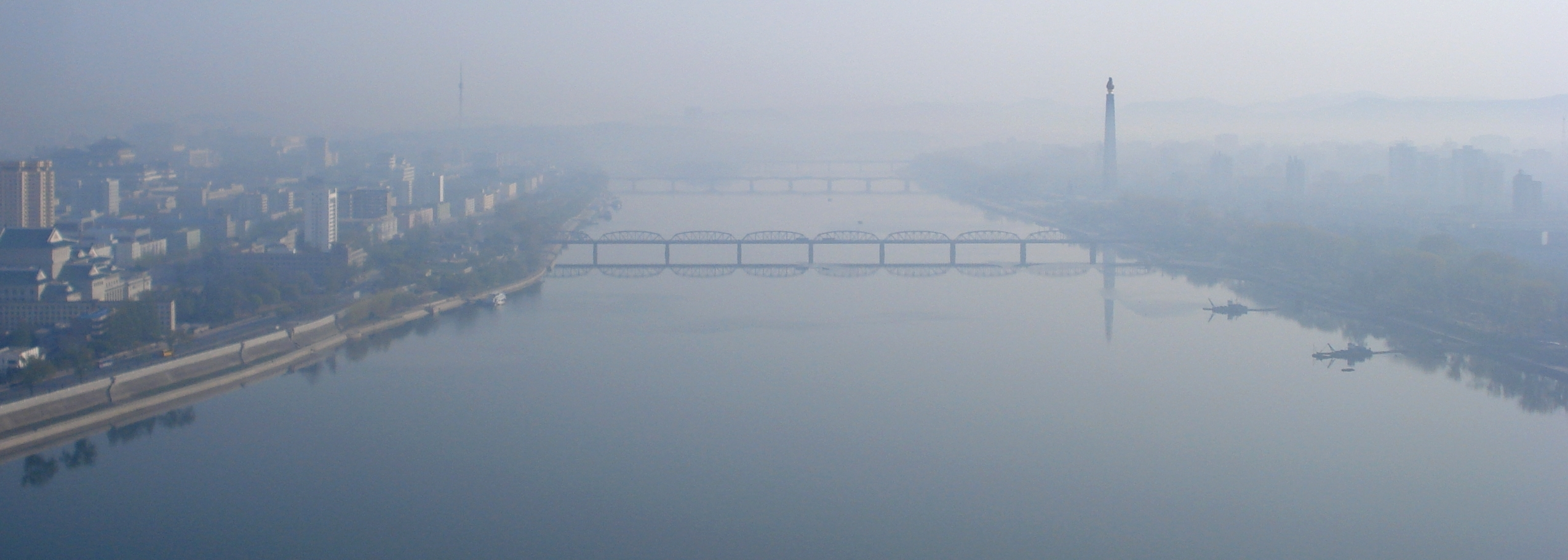
大同江流经平壤
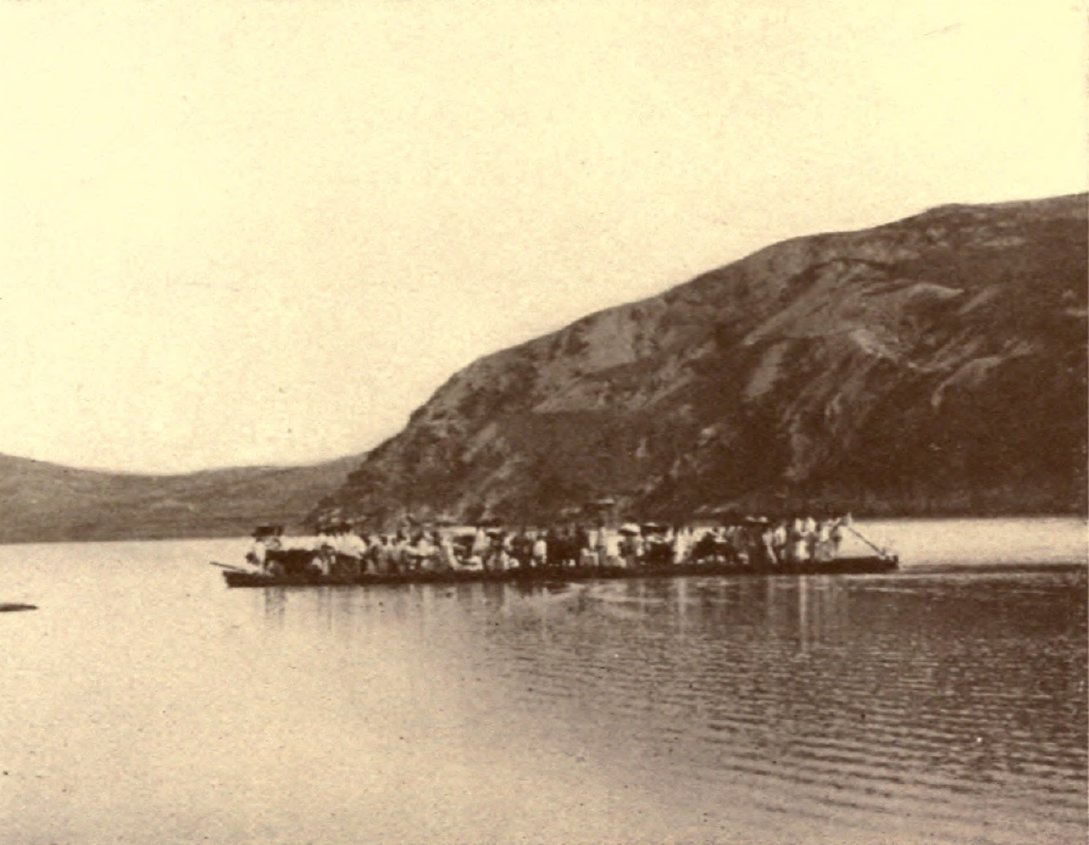
大同江，1889年
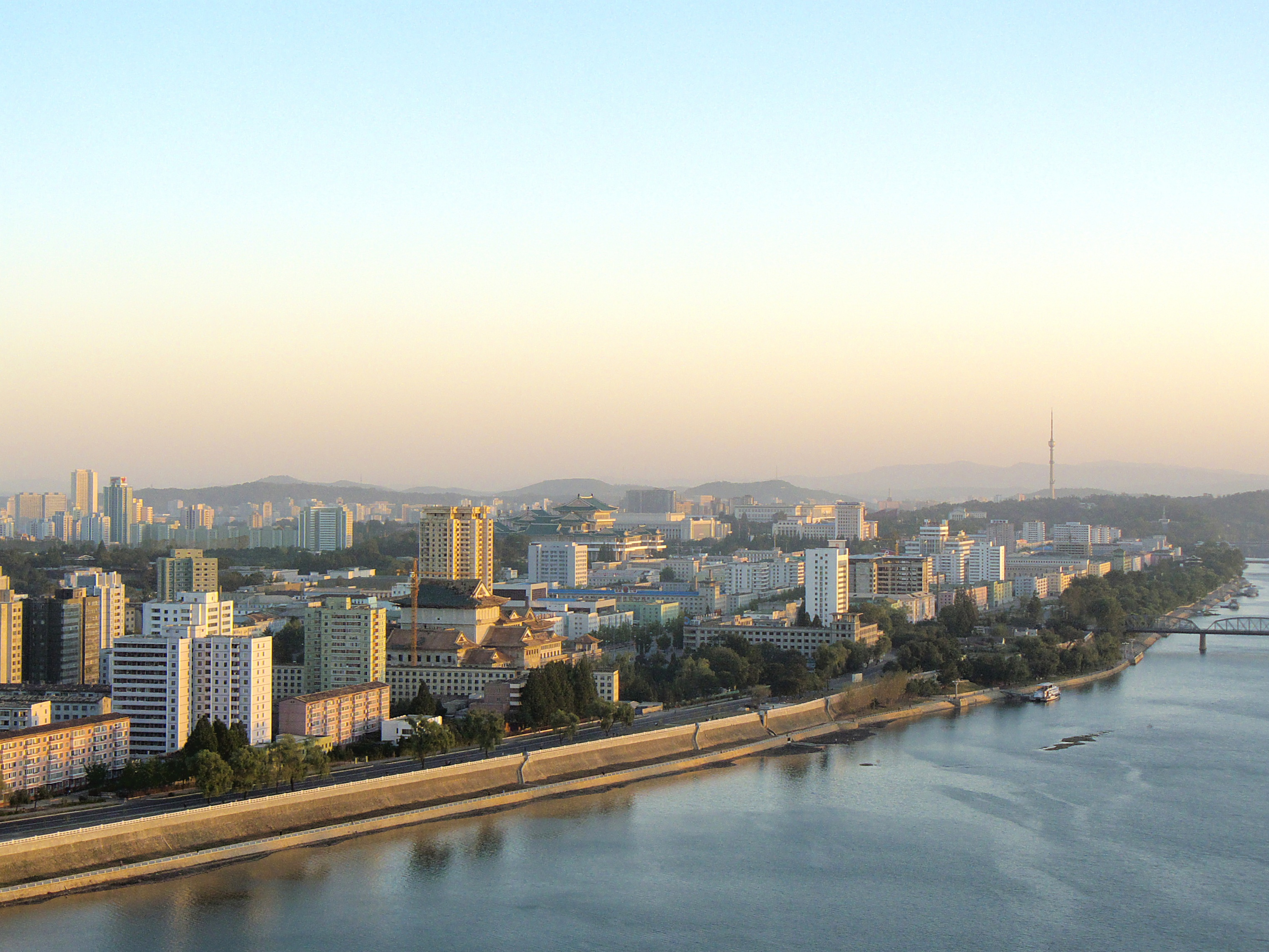
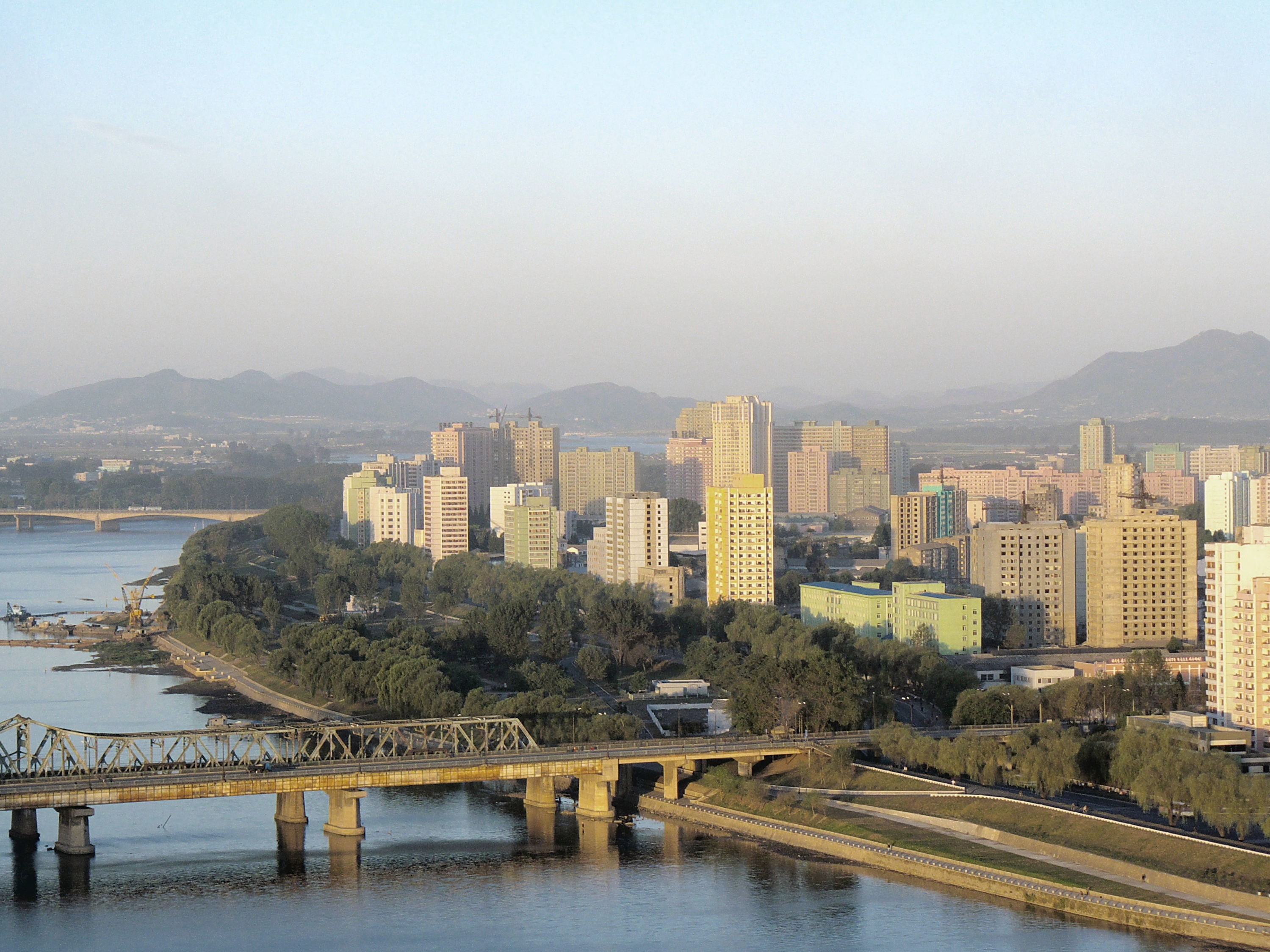
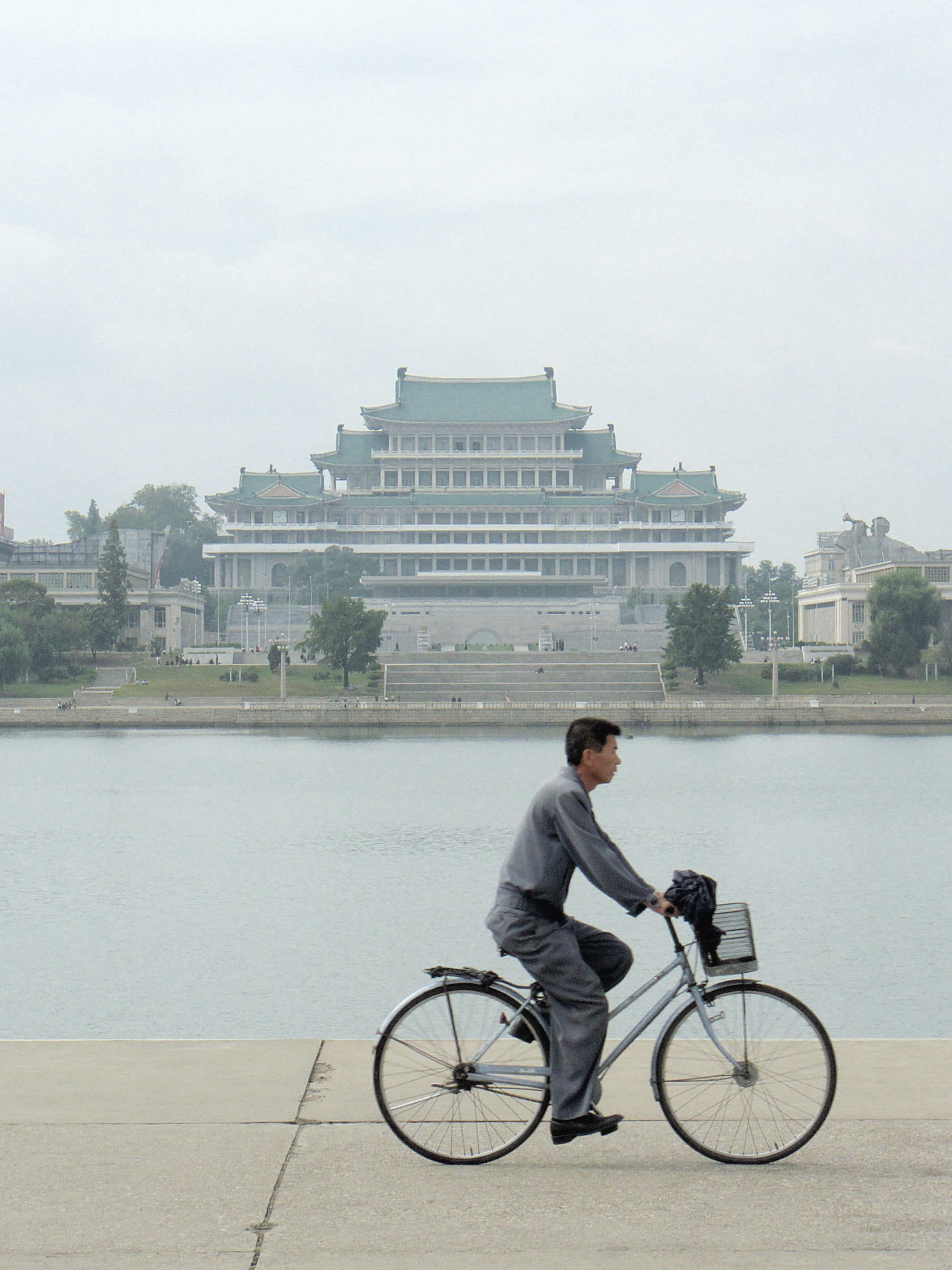
人民大學習堂
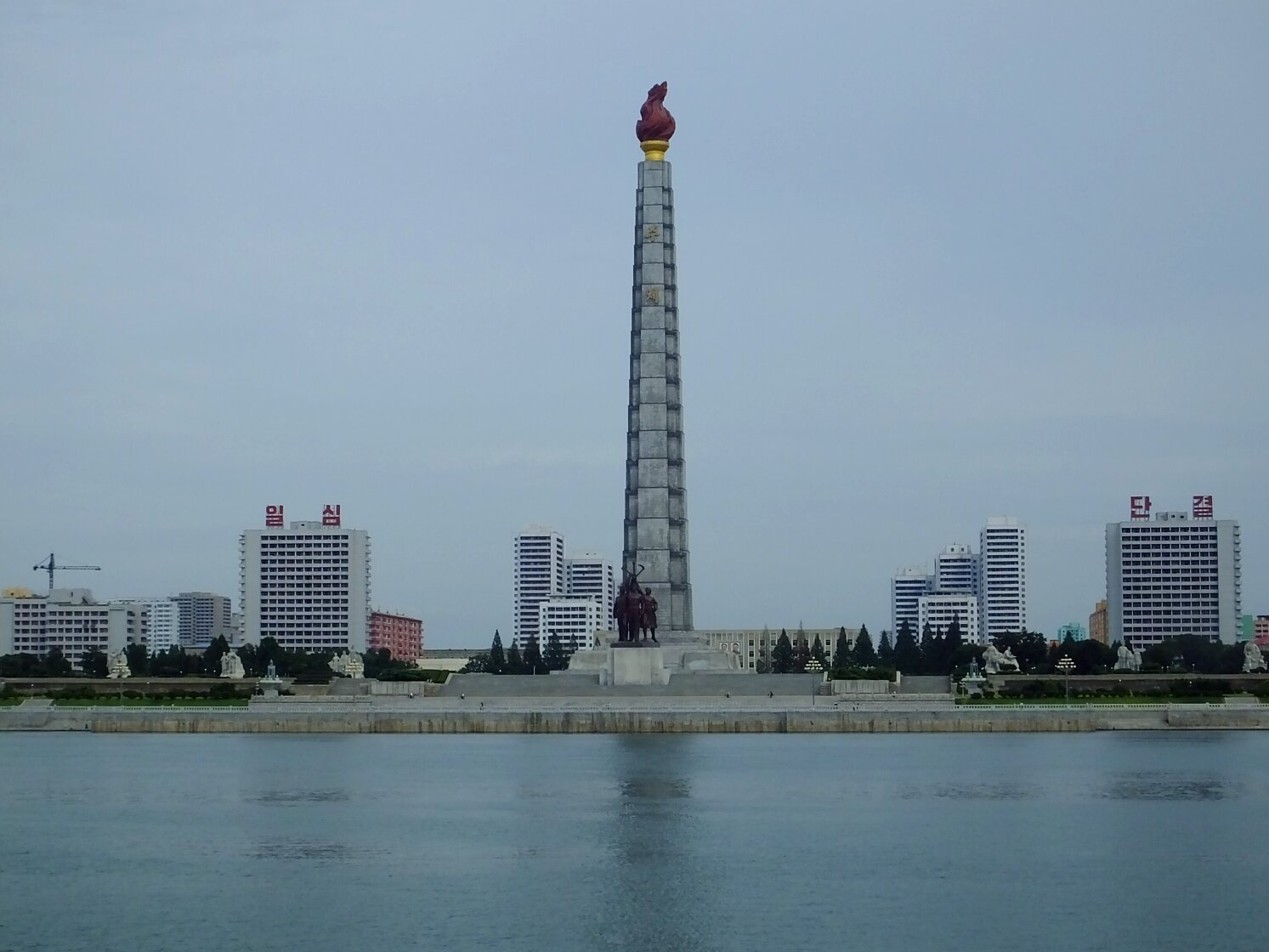
主體思想塔
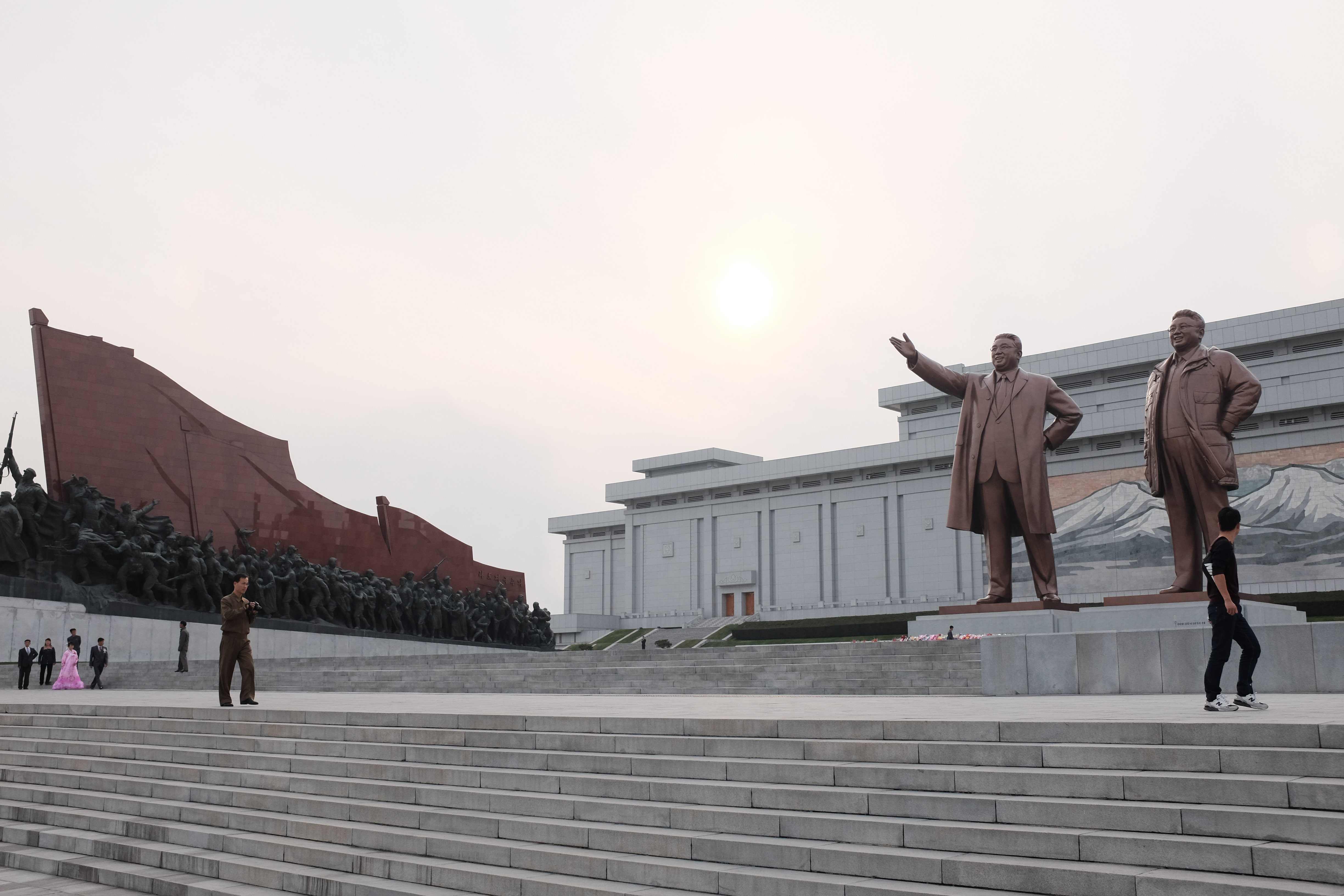
萬壽台大紀念碑
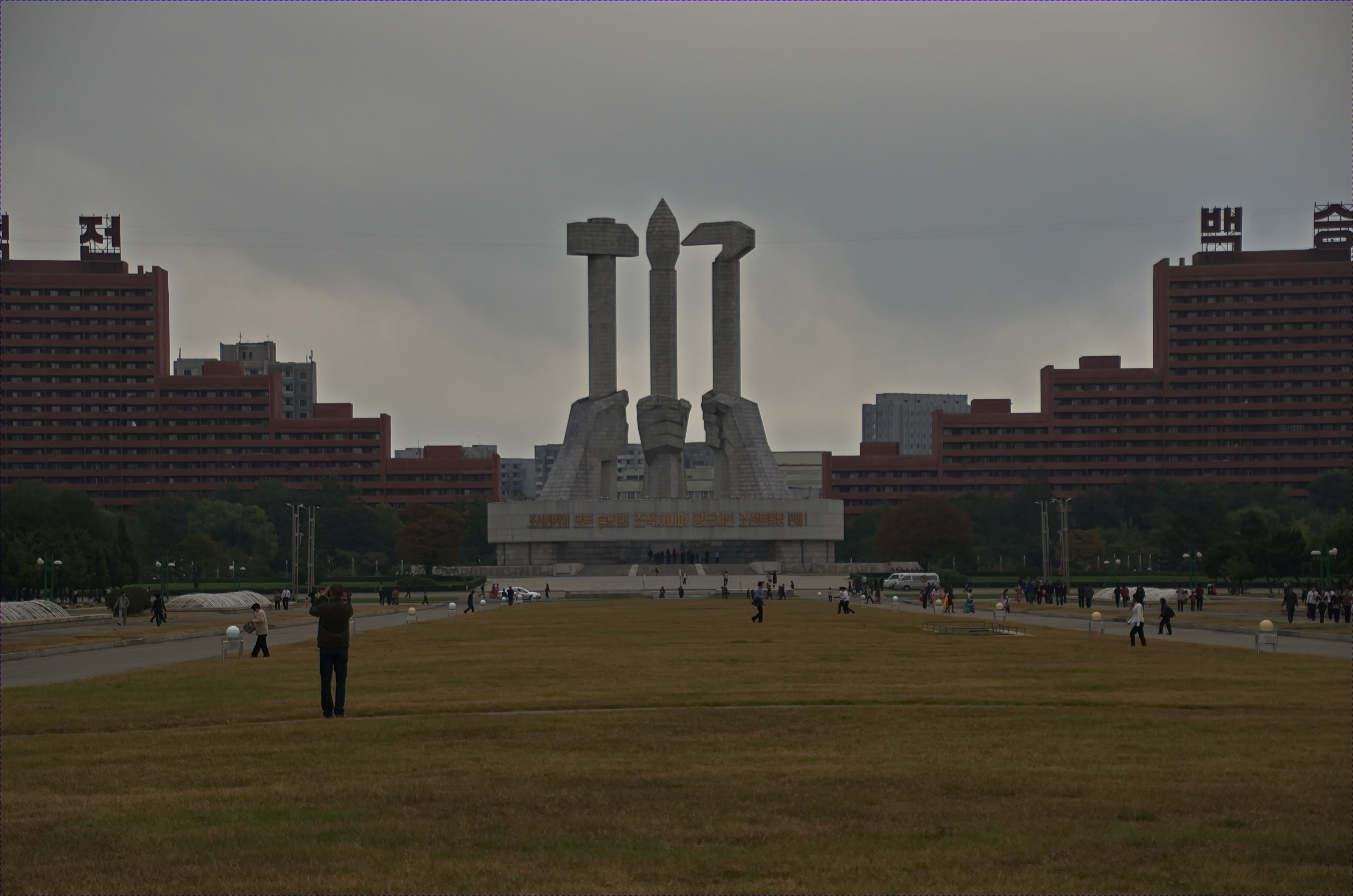
黨創建紀念塔
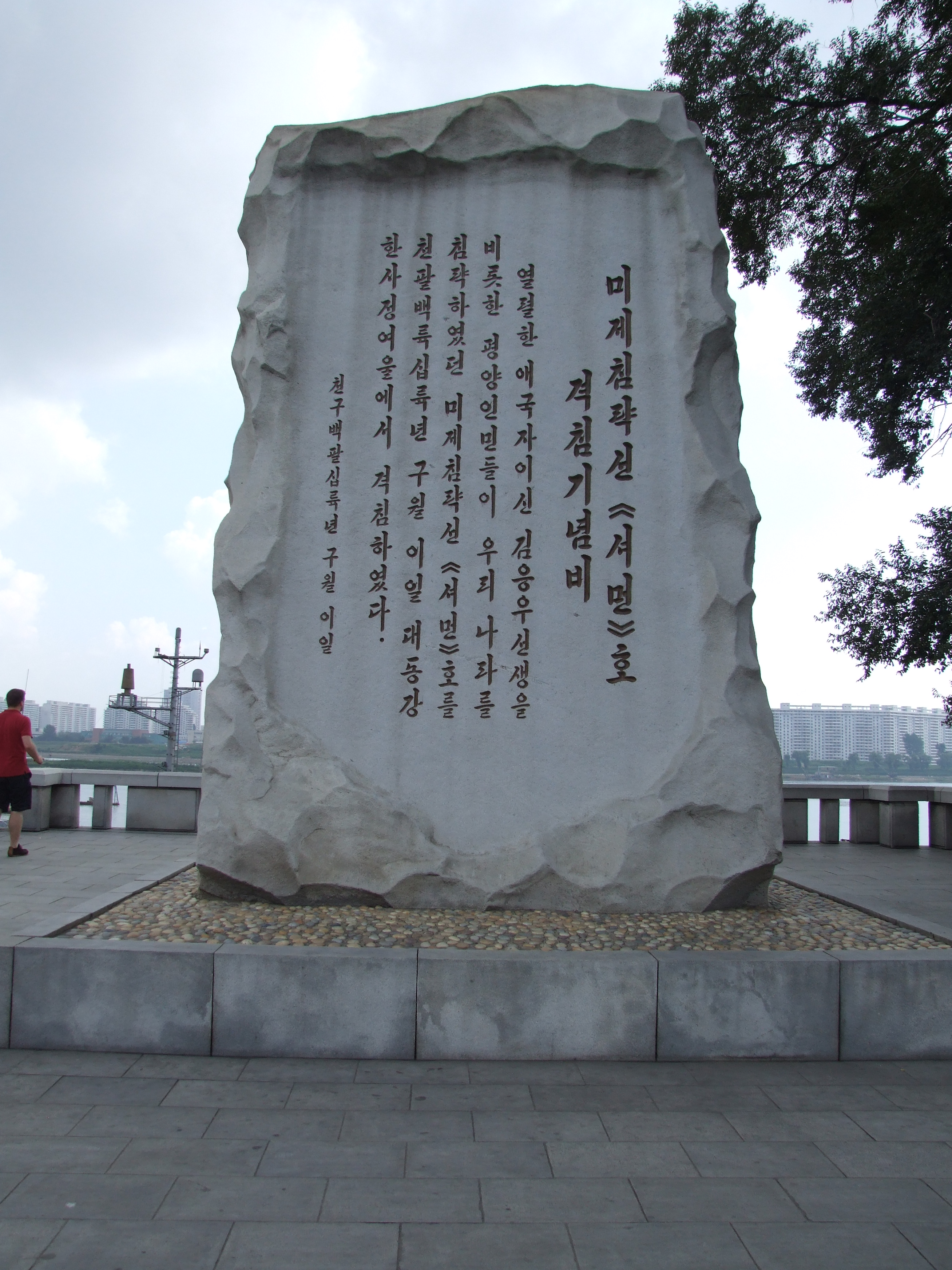
舍門將軍號事件紀念碑
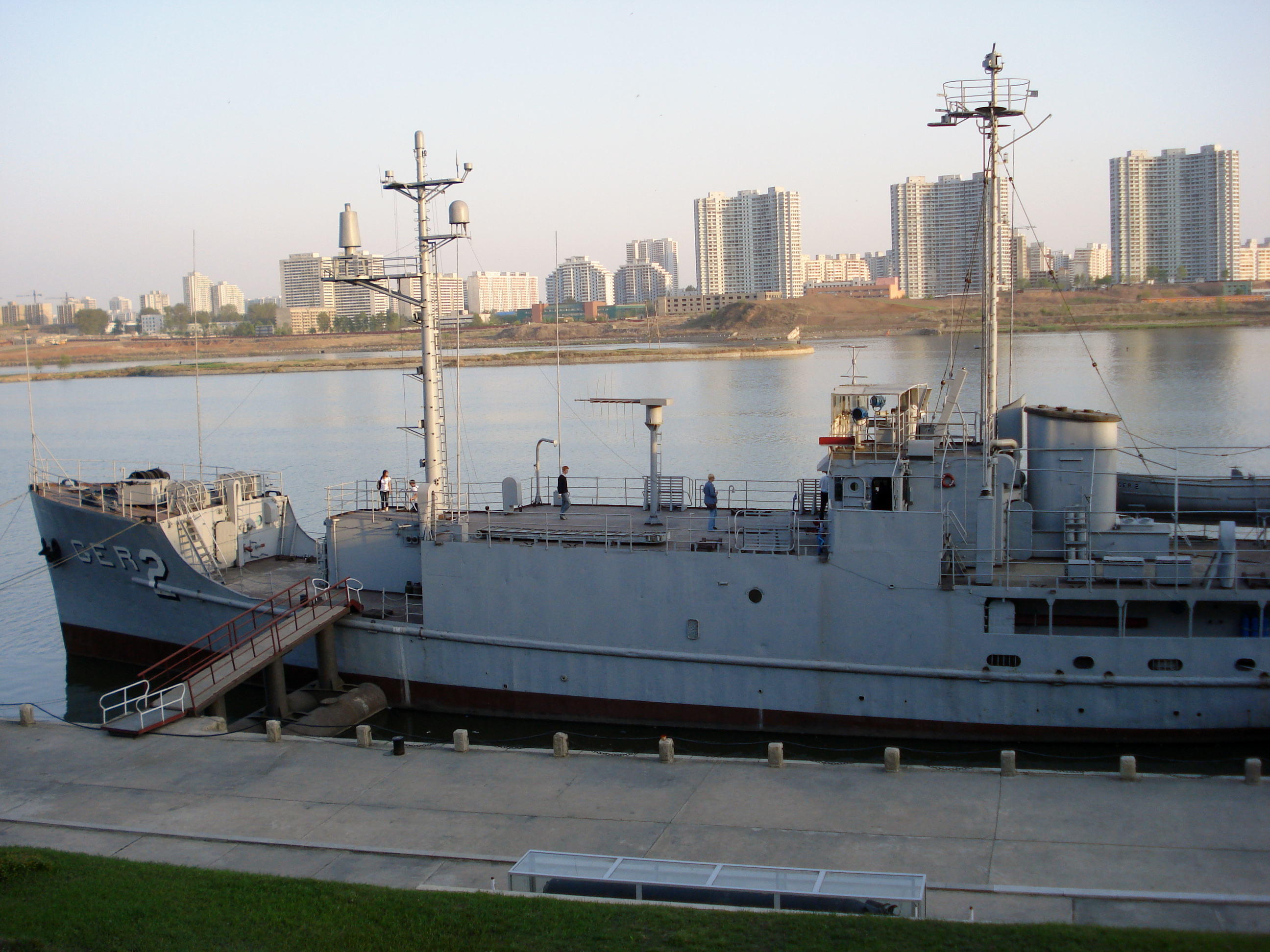
大同江畔的美國海軍間諜船普韋布洛號
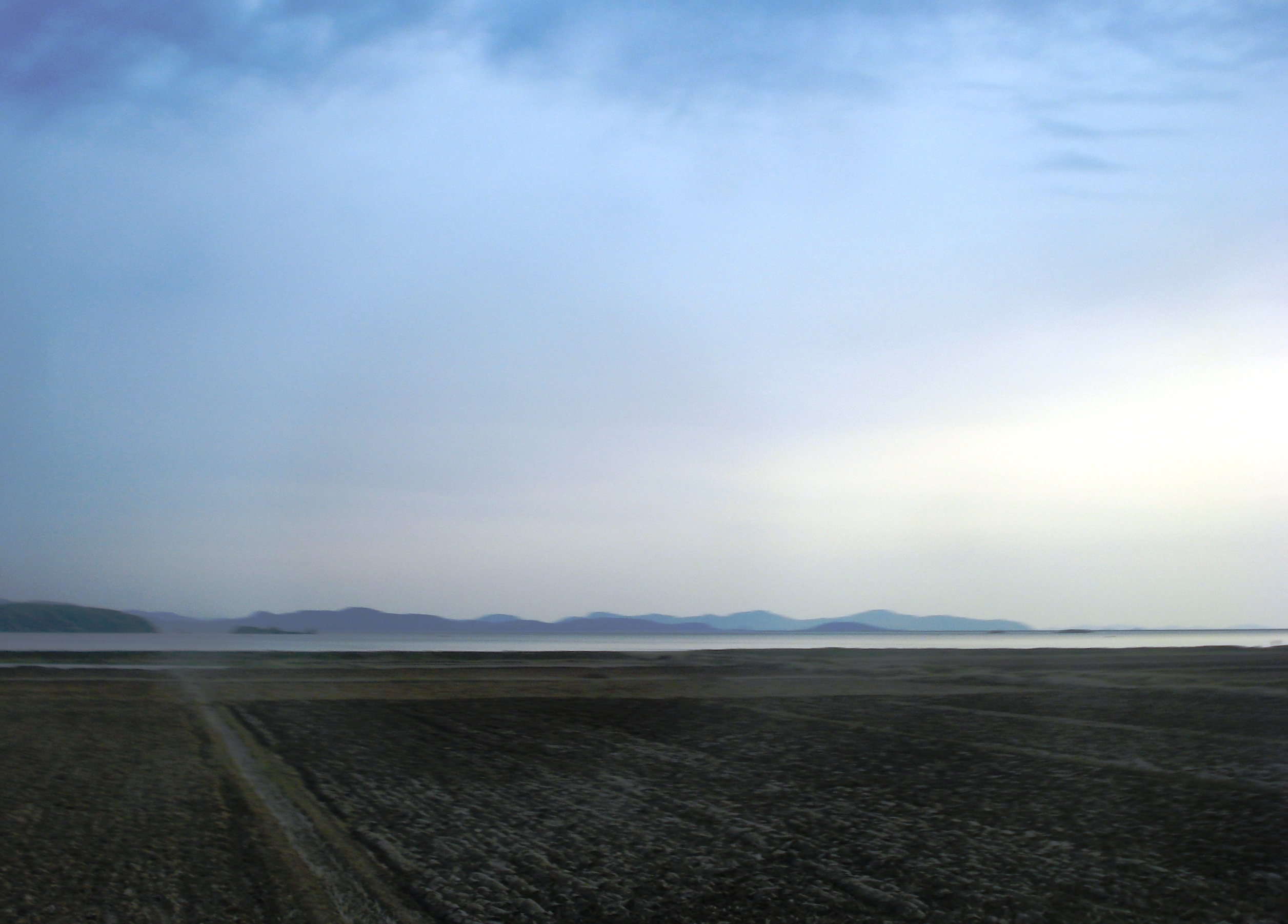
大同江流经南浦
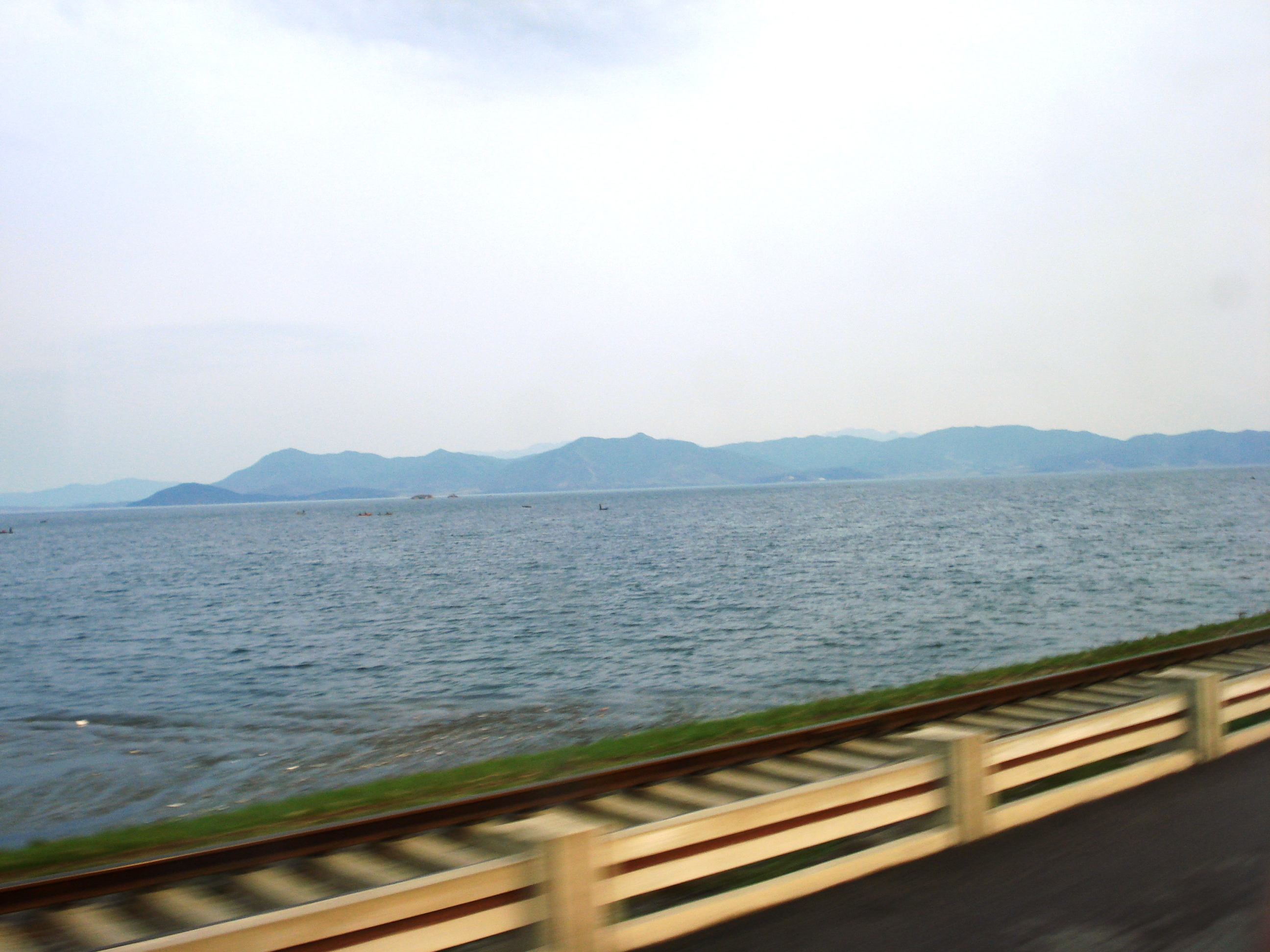
大同江流经南浦
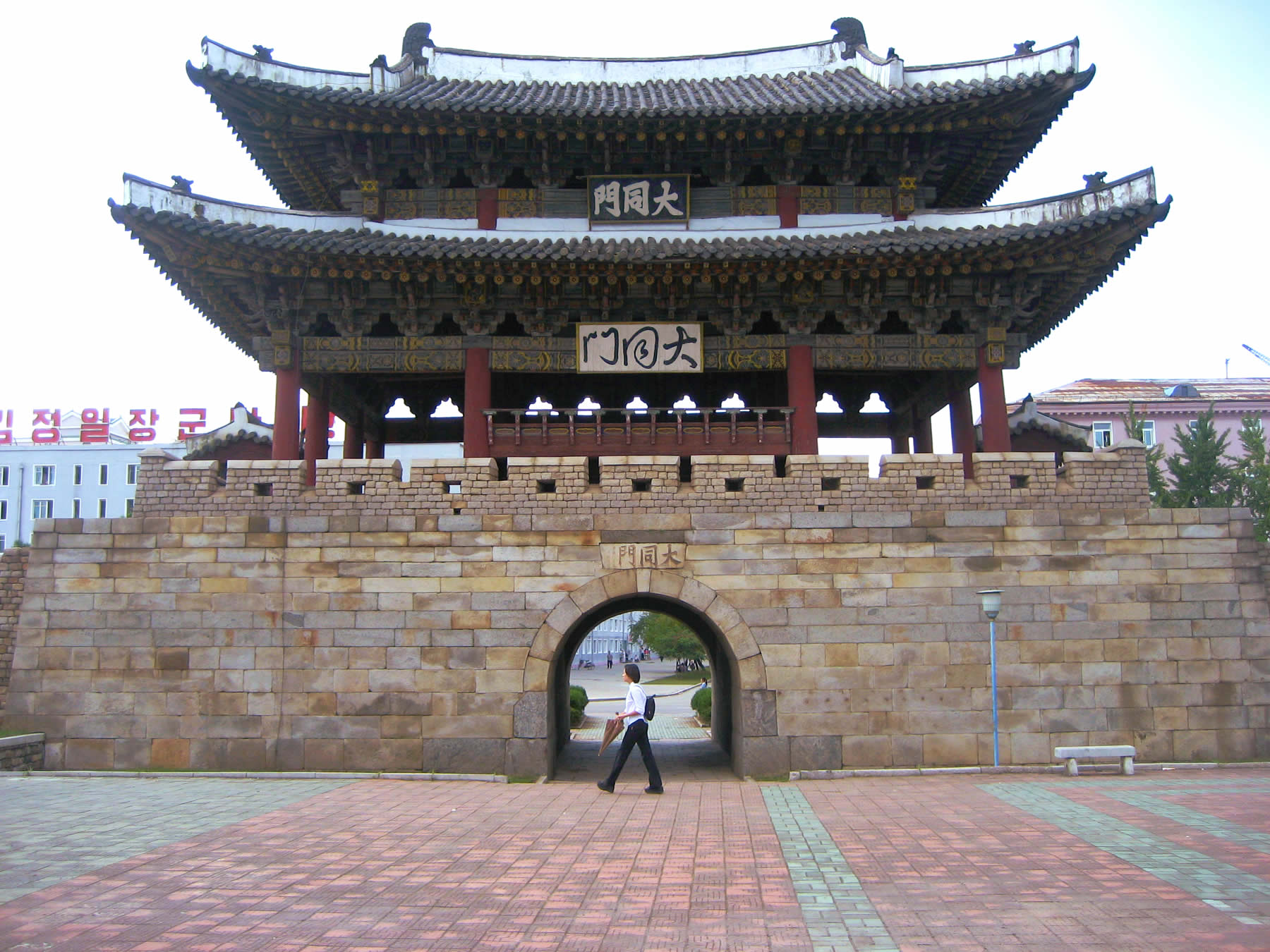
大同門

## 外部連結
勞動新聞報導北韓民衆在大同江面滑水的照片 （页面存档备份，存于）